# پاین آیلند (مینه‌سوتا)
پاین آیلند، مینه‌سوتا (به انگلیسی: Pine Island, Minnesota) یک شهر در ایالات متحده آمریکا است که در مینه‌سوتا واقع شده‌است.

## خصوصیات
پاین آیلند ۱۴٫۵۳ کیلومترمربع مساحت و ۳٬۲۶۳ نفر جمعیت دارد و ۳۰۶ متر بالاتر از سطح دریا واقع شده‌است.